# Olympische Jugend-Sommerspiele 2010/Teilnehmer (Dänemark)
| Gelbes Symbol für Goldmedaillen mit stilisierten Olympischen Ringen | Graues Symbol für Silbermedaillen mit stilisierten Olympischen Ringen | Braundes Symbol für Bronzemedaillen mit stilisierten Olympischen Ringen |
| ------------------------------------------------------------------- | --------------------------------------------------------------------- | ----------------------------------------------------------------------- |
| 1                                                                   | 1                                                                     | 1                                                                       |

Die Jugend-Olympiamannschaft aus Dänemark für die I. Olympischen Jugend-Sommerspiele vom 14. bis 26. August 2010 in Singapur bestand aus 30 Athleten. Fahnenträgerin bei der Eröffnungsfeier war die Handballspielerin Signe Sjølund, die mit ihrer Mannschaft die Goldmedaille gewann.

## Athleten nach Sportarten

### Badminton
| Mädchen - Lene Clausen Einzel: Viertelfinale | Jungen - Flemming Quach Einzel: Gruppenphase |

### Bogenschießen
| Mädchen - Nynne Sophie Holdt-Caspersen Einzel: Sechzehntelfinale Mixed: Achtelfinale (mit Julien Rossignol Frankreich) | Jungen - Benjamin Hindborg Ipsen Einzel: Sechzehntelfinale Mixed: Achtelfinale (mit Alexandra Mîrca Moldau) |

### Fechten
Jungen
- Alexandros Boeskov-Tsoronis
Florett: 8. Platz/Viertelfinale

### Handball
Mädchen
- Gold
- Anne Sofie Ernstrøm
- Mathilde Juncker
- Camilla Fangel
- Rikke Iversen
- Mathilde Bjerregaard
- Rikke Ebbesen
- Signe Sjølund
- Sara Smidemann
- Amanda Engelhardt Brogaard
- Cecilie Woller
- Julie Parkhøi
- Camilla Madsen
- Nicoline Skals
- Pernille Clausen

### Judo
Jungen
- Phuc Cai
Bronze  Klasse bis 66 kg
Mixed Mannschaft: 5. Platz (im Team Chiba)

### Kanu
Mädchen
- Ida Villumsen
Kajak-Einer Slalom: 3. Runde
Kajak-Einer Sprint: 3. Runde

### Leichtathletik
| Mädchen - Stina Troest Silber 400 m Hürden | Jungen - Andreas Trajkovski Weitsprung: 5. Platz |

### Radsport
| Mädchen - Mette Jepsen | Jungen - Magnus Cort - Michael Valgren - Niklas Laustsen |

- Mannschaftsmehrkampf: 7. Platz

### Rudern
Jungen
- Simon Sørensen
Einer: 19. Platz

### Segeln
Mädchen
- Celine Carlsen
Byte CII: 4. Platz

### Tennis
Mädchen
- Mai Grage
Einzel: Achtelfinale
Doppel: Viertelfinale (mit Ilona Kramen  Belarus)